# Julskon
Julskon (isländska: Jólaskórinn) är en animerad kortfilm från 2022 av studion GunHil som premiärvisades på julafton i programmet Snöbarnens julsagor. Kortfilmen regisserades av Gunnar Karlsson efter ett manus av Jóhan Aevar Grimsson med musik av Hjalti Nordal. 

## Rollista
| Roll     | Svensk röst      | Isländsk röst                  |
| -------- | ---------------- | ------------------------------ |
| Mamma    | Edith Holmström  | Þórunn Erna Clausen            |
| Mille    | Elton Hämäläinen | Elisabet Irena Kristjansdottir |
| Klumpfot | ?                | Guðjón Davíð Karlsson          |